# Helina gyirongensis
Helina gyirongensis este o specie de muște din genul Helina, familia Muscidae, descrisă de Wang, Zhang și Wang în anul 2008. Conform Catalogue of Life specia Helina gyirongensis nu are subspecii cunoscute.